# NGC 4340
NGC 4340 је спирална галаксија у сазвежђу Береникина коса која се налази на NGC листи објеката дубоког неба.
Деклинација објекта је + 16° 43' 22" а ректасцензија 12h 23m 35,2s. Привидна величина (магнитуда) објекта NGC 4340 износи 11,2 а фотографска магнитуда 12,1. Налази се на удаљености од 16,8000 милиона парсека од Сунца. NGC 4340 је још познат и под ознакама UGC 7467, MCG 3-32-21, CGCG 99-36, VCC 654, PGC 40245.